# 미하엘 메스틀린

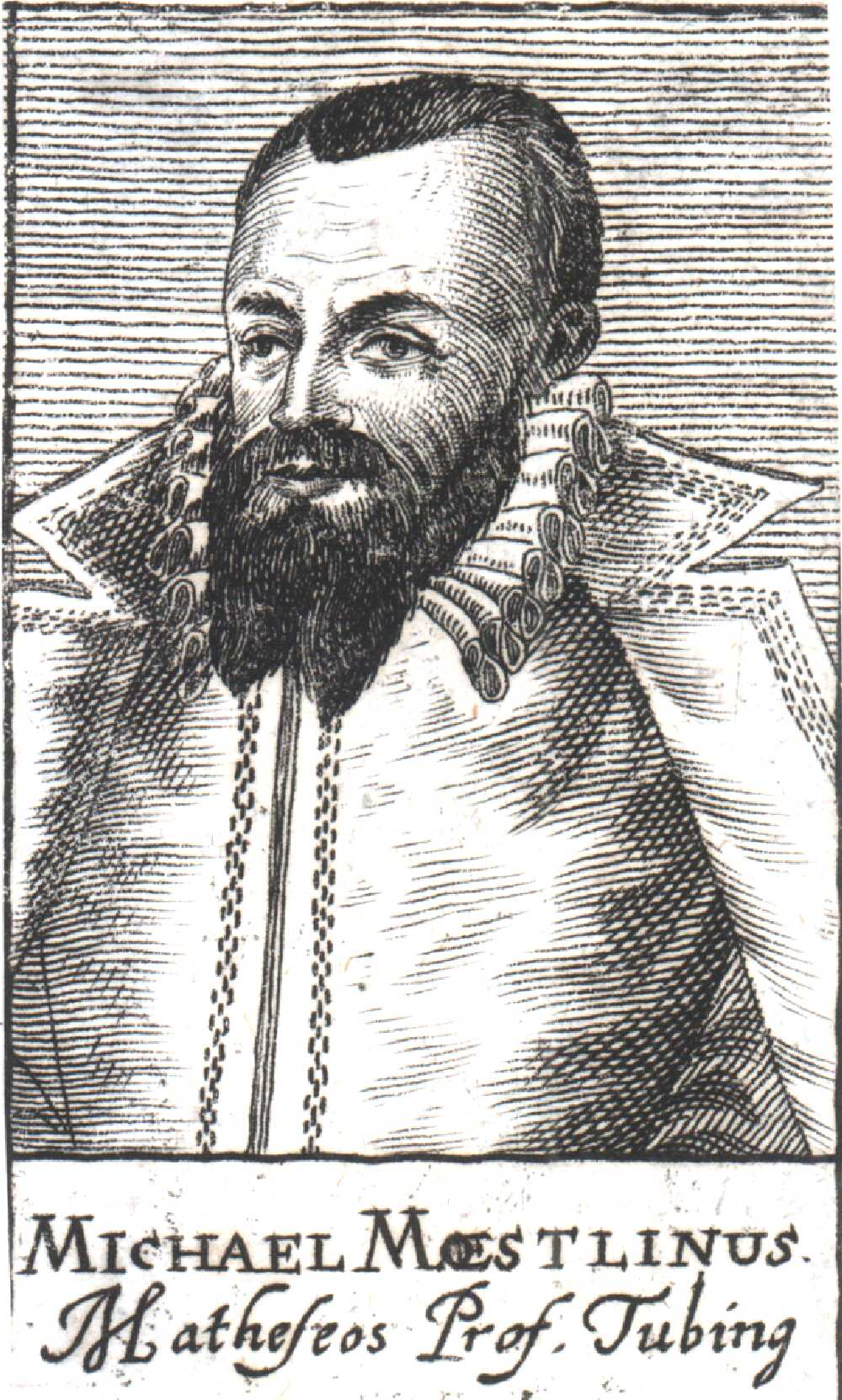

미하엘 메스틀린(독일어: Michael Mästlin, 1550년 9월 30일 ~ 1631년 10월 20일)은 독일의 천문학자이자 수학자로, 요하네스 케플러의 스승으로 잘 알려져 있다.

## 같이 보기
- 황금비
- 요하네스 케플러